# Dendrolimus
Dendrolimus is een geslacht van vlinders uit de familie van de spinners (Lasiocampidae).

## Soorten
- Dendrolimus pini (Linnaeus, 1758) (Dennenspinner)
- Dendrolimus superans (Butler, 1877)
- Dendrolimus alfierii Andres & Seitz, 1925
- Dendrolimus angulata Gaede, 1932
- Dendrolimus arizana (Wileman, 1910)
- Dendrolimus atrilineis De Lajonquière, 1973
- Dendrolimus benderi 1975, 1973
- Dendrolimus biundulata Gaede, 1932
- Dendrolimus bufo (Lederer, 1861)
- Dendrolimus cheela (Moore, 1879)
- Dendrolimus chinghaiensis (Hsu, 1980)
- Dendrolimus cinerea Grünberg, 1911
- Dendrolimus clarilimbata (De Lajonquière, 1973)
- Dendrolimus formosanus Matsumura, 1927
- Dendrolimus himalayanus Tsai & Liu, 1964
- Dendrolimus houi De Lajonquière, 1979
- Dendrolimus inouei De Lajonquière, 1979
- Dendrolimus kikuchii Matsumura, 1927
- Dendrolimus klapperichi Wiltshire, 1958
- Dendrolimus kononis Matsumura, 1926
- Dendrolimus kwangtungensis (Tsai & Hou, 1976)
- Dendrolimus laricis Tschetwerikov, 1903
- Dendrolimus marmoratus Tsai & Hou, 1976
- Dendrolimus modesta (De Lajonquière, 1973)
- Dendrolimus monticola (De Lajonquière, 1973)
- Dendrolimus ningshanensis Tsai & Hou, 1976
- Dendrolimus punctata (Walker, 1855)
- Dendrolimus rex De Lajonquière, 1973
- Dendrolimus roesleri (De Lajonquière, 1973)
- Dendrolimus sagittifera Gaede, 1932
- Dendrolimus sericus De Lajonquière, 1973
- Dendrolimus spectabilis (Butler, 1877)
- Dendrolimus suffuscus De Lajonquière, 1973
- Dendrolimus yunnanensis (De Lajonquière, 1973)